# Synchronicity (OLIVIAのアルバム)
synchronicity（シンクロニシティ）は、OLIVIAの1枚目のオリジナルアルバムである。

## 解説
- 2000年12月6日にレーベルavex traxよりリリースされた。
- T2yaプロデュース時代の「re-ACT」と「I.L.Y.〜欲望〜」の2曲がAlbum Mixで収録されている。
- 初回限定盤のみ「mint」収録。

## 収録曲
1. solarhalfbreed
2. walk on by
3. Dear Angel
3rdシングル。カネボウ化粧品 『KATE』 CMソング。
4. Color of your Spoon
6thシングル。カネボウ化粧品 『KATE』 CMソング。
5. Escape the Flames
6. Dress me Up (English Version)
4thシングル。カネボウ化粧品 『KATE』 CMソング、テレビ東京系 『Gパラダイス』 EDテーマ。
7. soulmate
8. できない
5thシングル。テレビ東京系 『M-mania』 7月度 OPテーマ。
9. Grapefruit Tea
10. crystalline
11. liquid skies
12. re-ACT (Album Mix)
2ndシングル。カネボウ 『KATE』 CMソング。
13. I.L.Y.〜欲望〜 (Album Mix)
1stシングル。森永製菓『ウェハーチョコ CUBIC』 CMソング。
14. mint
初回限定盤のみ収録。